# Kente
Kente är ett traditionellt mönstrat tyg från Västafrika som tillverkas i Ashantiregionen i Ghana och delar av Elfenbenskusten.

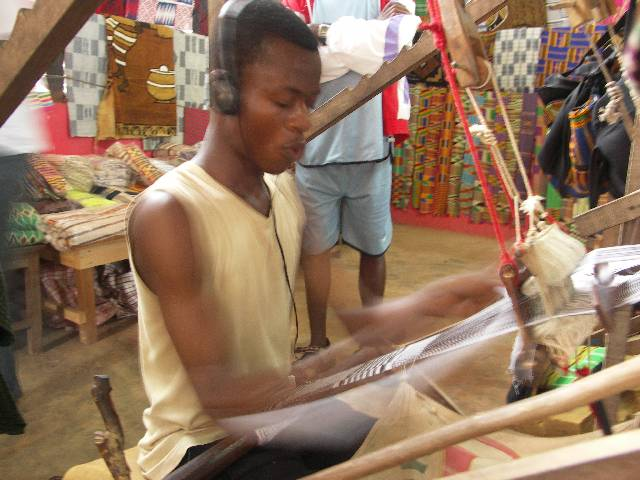
Vävning av kente på en bandvävstol.

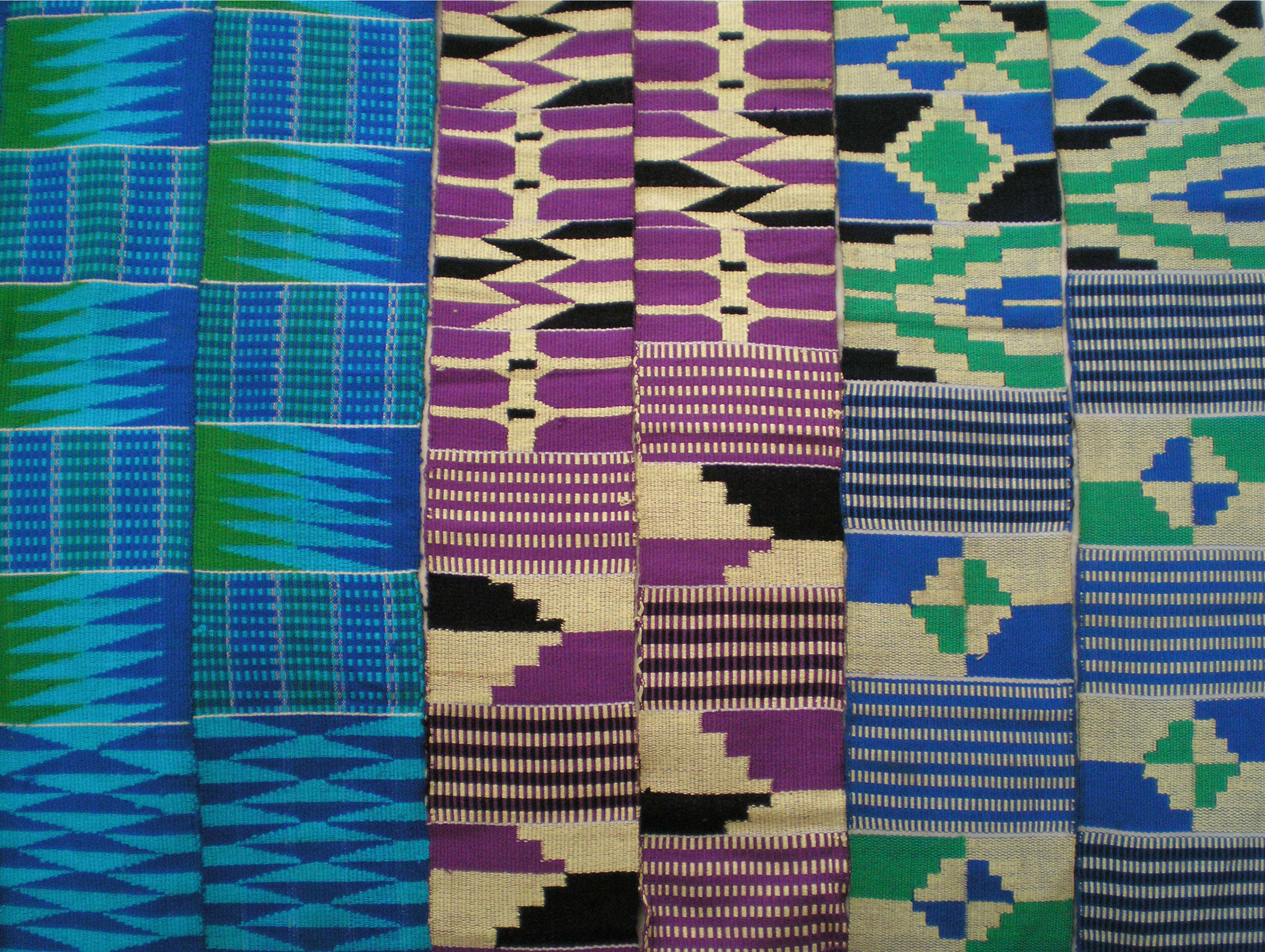
Olika kente-mönster.

Det vävs av bomull eller silke i klara färger och var tidigare förbehållet kungahuset. Eftersom det inte finns någon silkesmaskodling i området så har man sedan 1600-talet importerat kläder av siden som man har repat upp för att komma åt silketråden. Idag använder man också syntetfiber. 
Kente vävs som omkring tio centimeter breda band på en bandvävstol som sys ihop för hand till ett tygstycke. Mansdräkten består av ett enda tygstycke som är cirka 2,5 meter brett och 3,5 meter långt och hopsytt av 24 band. Det sveps runt kroppen som en toga som lämnar höger axel och arm fri. Kvinnodräkten består av ett stort eller två till tre mindre tygstycken hopsydda av fem till tolv 2 meter långa band.
Kente-kläder bärs vid högtidliga tillfällen. De är politiskt laddade, men har blivit trendiga även i väst. 2018 användes kente till exempel i plagg på Louis Vuittons visning i Paris. Kente har också använts av amerikanska kongressmedlemmar vid demonstrationer i kongressen.
Idag är kentetyg inte förbehållet kungarna och de mäktiga hövdingarna utan används också för att massproducera väskor, slipsar, bälten, hattar och kläder. Få vävare är intresserade av att tillverka kente enligt de arbetsamma, tidskrävande gamla metoderna så mönstren är idag ofta tryckta på bomullstyg och importerade från Kina.